# Paraleptynia
Paraleptynia is een geslacht van wandelende takken uit de familie Heteronemiidae. De wetenschappelijke naam van dit geslacht is voor het eerst voorgesteld door Andrew Nelson Caudell in een publicatie uit 1904. De soorten van dit geslacht komen in Zuid-Amerika voor.

## Soorten
Het geslacht Paraleptynia omvat de volgende soorten:
- Paraleptynia abnormis (Brunner von Wattenwyl, 1907)
- Paraleptynia bosqi (Piza, 1938)
- Paraleptynia catastates (Rehn, 1907)
- Paraleptynia fiebrigi (Brunner von Wattenwyl, 1907)
- Paraleptynia fosteri Caudell, 1904
- Paraleptynia platensis (Piza, 1939)